# Лани (Олександрійський район)
Лани́ — село в Україні, у Петрівській селищній громаді Олександрійського району Кіровоградської області. Населення становить 20 осіб.

## Населення
Згідно з переписом УРСР 1989 року чисельність наявного населення села становила 31 особа, з яких 13 чоловіків та 18 жінок.
За переписом населення України 2001 року в селі мешкало 20 осіб.

### Мова
Розподіл населення за рідною мовою за даними перепису 2001 року:
| Мова       | Відсоток |
| ---------- | -------- |
| українська | 75,00 %  |
| російська  | 25,00 %  |